# Mustafa Abdul Jalil
Mustafa Abdul Jalil  hoặc Abdul-Jalil (tiếng Ả Rập: مصطفى عبد الجليل, also transcribed Abdul-Jelil, Abd-al-Jalil, Abdel-Jalil, Abdeljalil hay Abud Al Jeleil) (sinh năm 1952)  là một chính trị gia Libya. Ông là bộ trưởng tư pháp (không chính thức, là thư ký Tổng Ủy ban Nhân dân) dưới thời đại tá Muammar al-Gaddafi. Ông nổi tiếng với truyền thông về lập trường chống lại vi phạm nhân quyền ở quốc gia mình. Trong cuộc nội chiến Libya 2011, Abdul Jalil đã được chỉ định là Chủ tịch Hội đồng chuyển tiếp quốc gia có trụ sở tại Benghazi, kiểm soát phần lớn các thế lực đối lập với Gaddafi ở Tripoli, mặc dù vị trí này là tranh của những người khác trong cuộc nổi dậy của mình kết nối quá khứ với chế độ của Gaddafi.